# Youssef Mouihbi
Youssef Mouihbi (arabe : يوسف المويهبي), né le 1er avril 1985 à Tunis, est un footballeur tunisien jouant au poste d'attaquant.

## Carrière
Il commence sa carrière à l'Avenir sportif de La Marsa en 1993. À l'été 2008, il rejoint le Club africain. Lors du dernier match du championnat 2007-2008, il inscrit le but qui offre le titre à son club.
Le 7 juin 2008, il honore sa première sélection nationale contre les Seychelles. Toutefois, le 4 octobre 2008, lors du match de Coupe de la confédération opposant son club au Haras El-Hedood Club il est victime d'une rupture de ligament croisé qui le tient éloigné des terrains jusqu'à la fin de la saison.
À l'été 2012, après la fin de son contrat avec le Club africain, il rejoint le club koweïtien du Qadsia Sporting Club. Apres six mois, le 15 janvier 2013, il rejoint à nouveau son club d'origine, l'Avenir sportif de La Marsa, pour un an puis l'Étoile sportive du Sahel, lors du mercato hivernal, le 3 janvier 2014.
- 1993-juillet 2006 : Avenir sportif de La Marsa (Tunisie)
- juillet 2006-août 2012 : Club africain (Tunisie)
- août 2012-janvier 2013 : Qadsia Sporting Club (Koweït)
- janvier 2013-janvier 2014 : Avenir sportif de La Marsa (Tunisie)
- janvier 2014-janvier 2016 : Étoile sportive du Sahel (Tunisie)
- janvier 2016-septembre 2017 : Al Ahed Beyrouth (Liban)
- septembre 2017-juillet 2019 : Avenir sportif de La Marsa (Tunisie)

## Palmarès
- Coupe de la confédération : 2015
- Coupe nord-africaine des clubs champions : 2009, 2010
- Championnat de Tunisie : 2008, 2016
- Coupe de Tunisie : 2014, 2015
- Coupe de la Ligue tunisienne de football : 2007
- Ballon d'or tunisien : 2008
- Championnat du Liban : 2017